# Simmering-Graz-Pauker
Simmering-Graz-Pauker AG (SGP) was een fabriek voor trein- en trammaterieel en machinebouw in Oostenrijk. De fabriek was vanaf 1831 actief en was een van de belangrijkste Oostenrijkse machine- en motorfabrikanten in de 20ste eeuw. Het bedrijf ontstond door een fusie tussen het Weense bedrijf Pauker, het Weense bedrijf Simmering (dat voornamelijk wagons maakte) en een bedrijf uit Graz (Grazer Wagen- und Waggonfabriek) in Stiermarken. Na de Tweede Wereldoorlog was het bedrijf voor het grootste deel eigendom van de Oostenrijkse staat. Begin jaren negentig werd een meerderheid verkocht aan Siemens AG en is het onderdeel geworden van Rail Systems (Siemens AG)̠. 
Momenteel fabriceert het bedrijf voornamelijk metro´s en trams.

## Producten

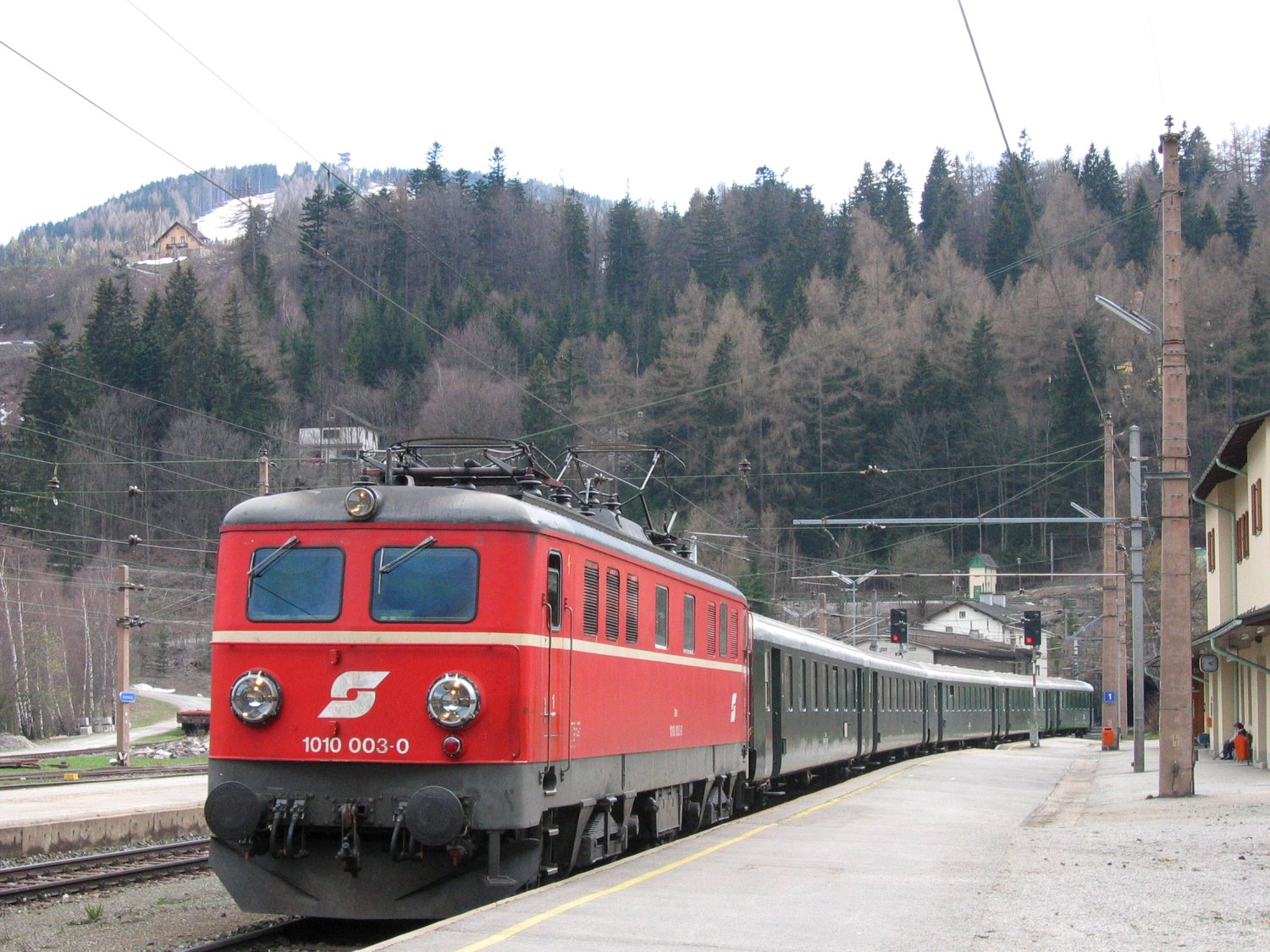
ÖBB Locomotief 1010 003-0
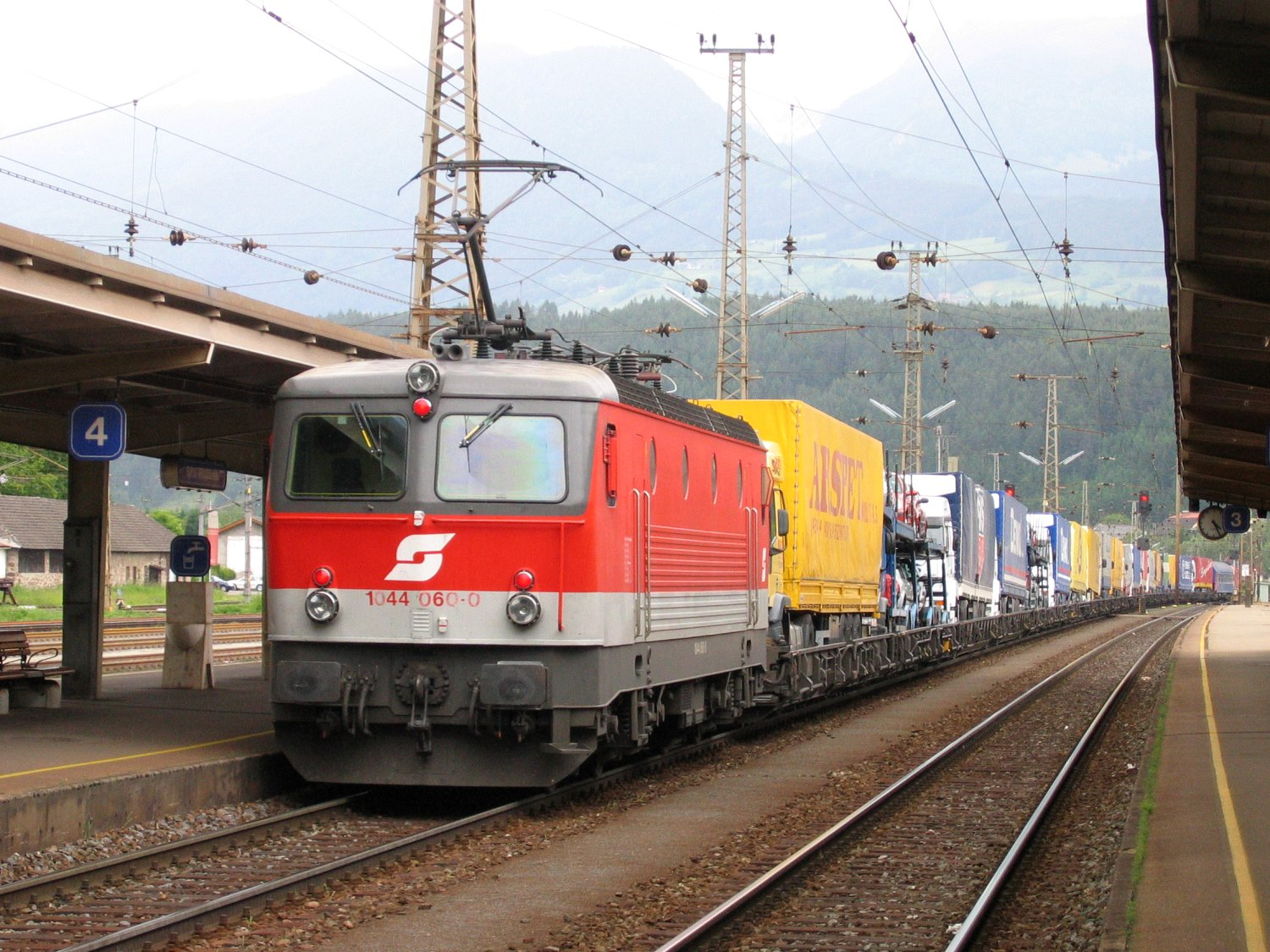
ÖBB Locomotief 1044 060-0
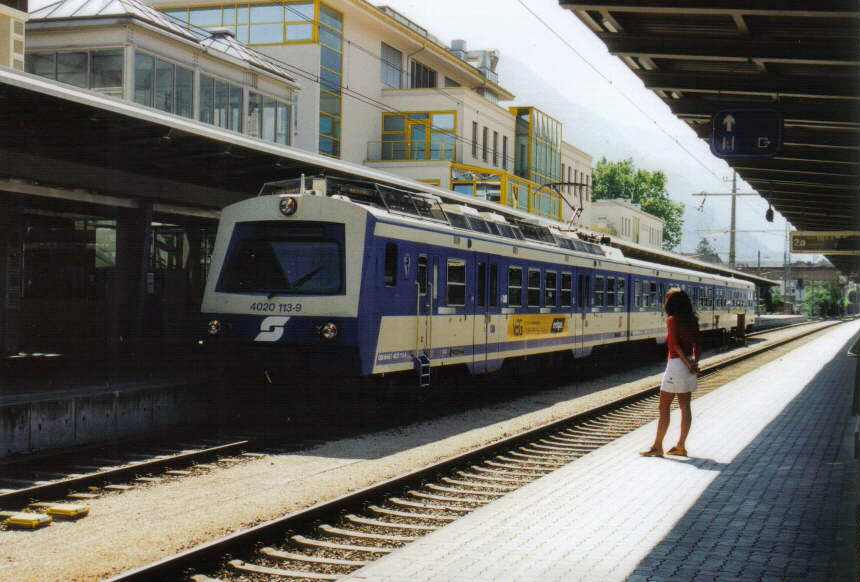
ÖBB 4020 113 Treinstel Intercity ÖBB
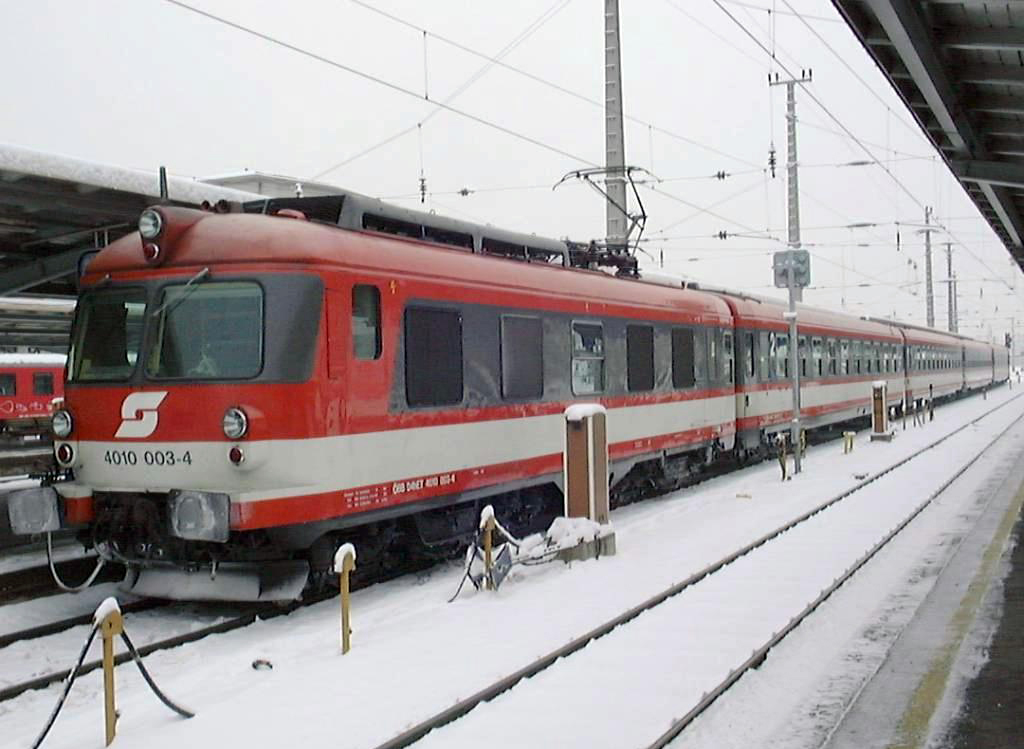
ÖBB 4010
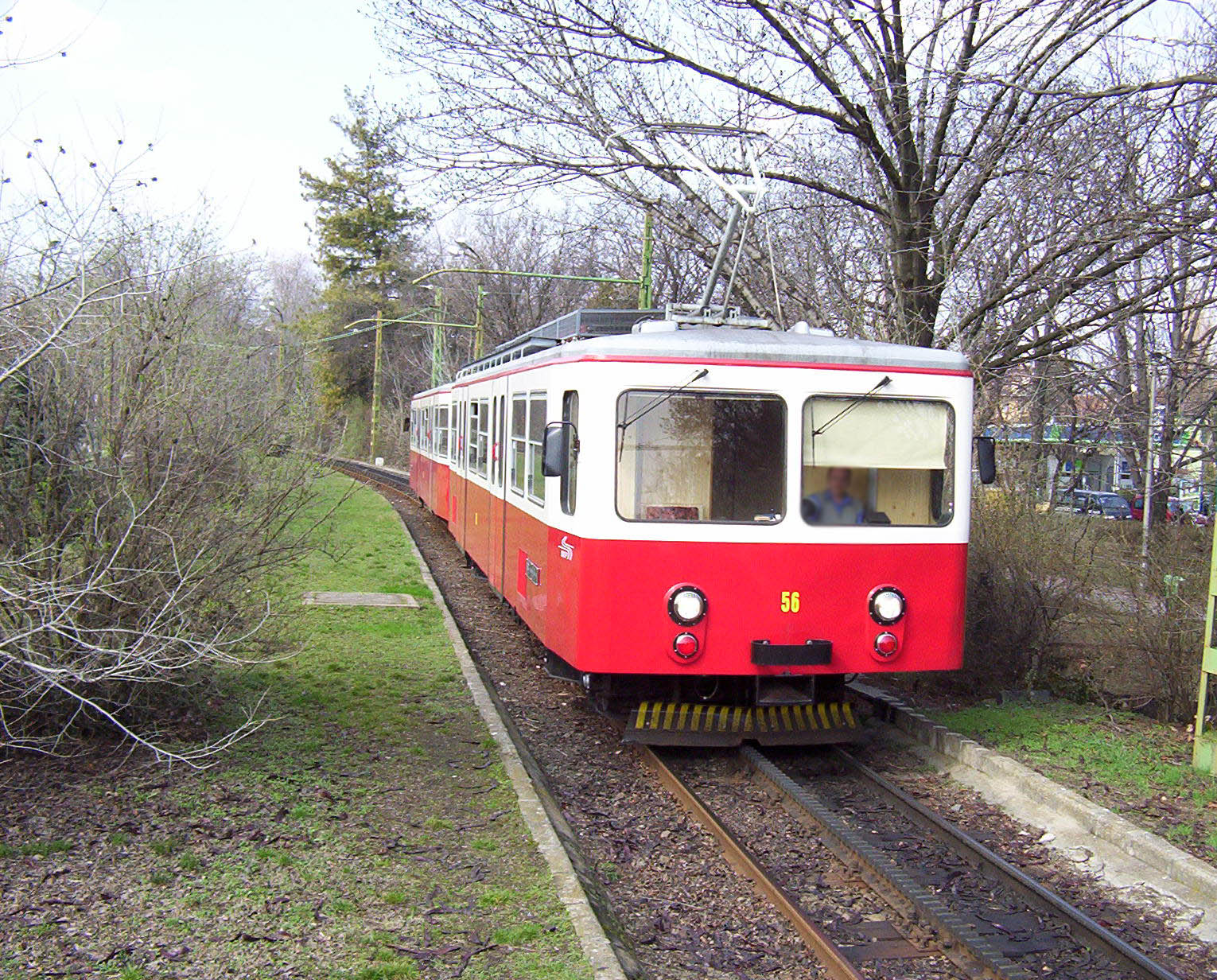
Tandradspoorweg Boedapest
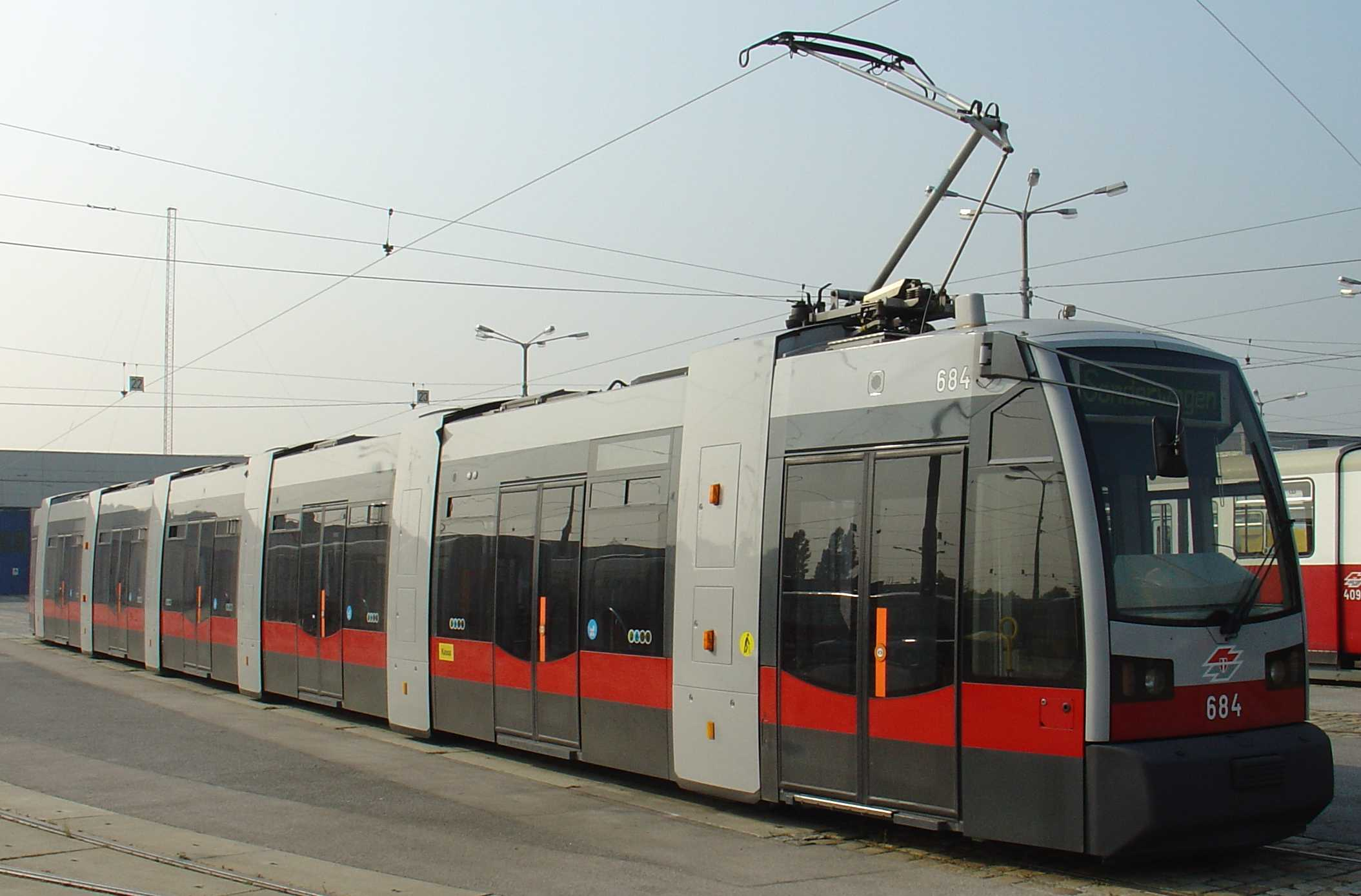
Moderne Tram (ULF=Ultra Low Floor) in Wenen
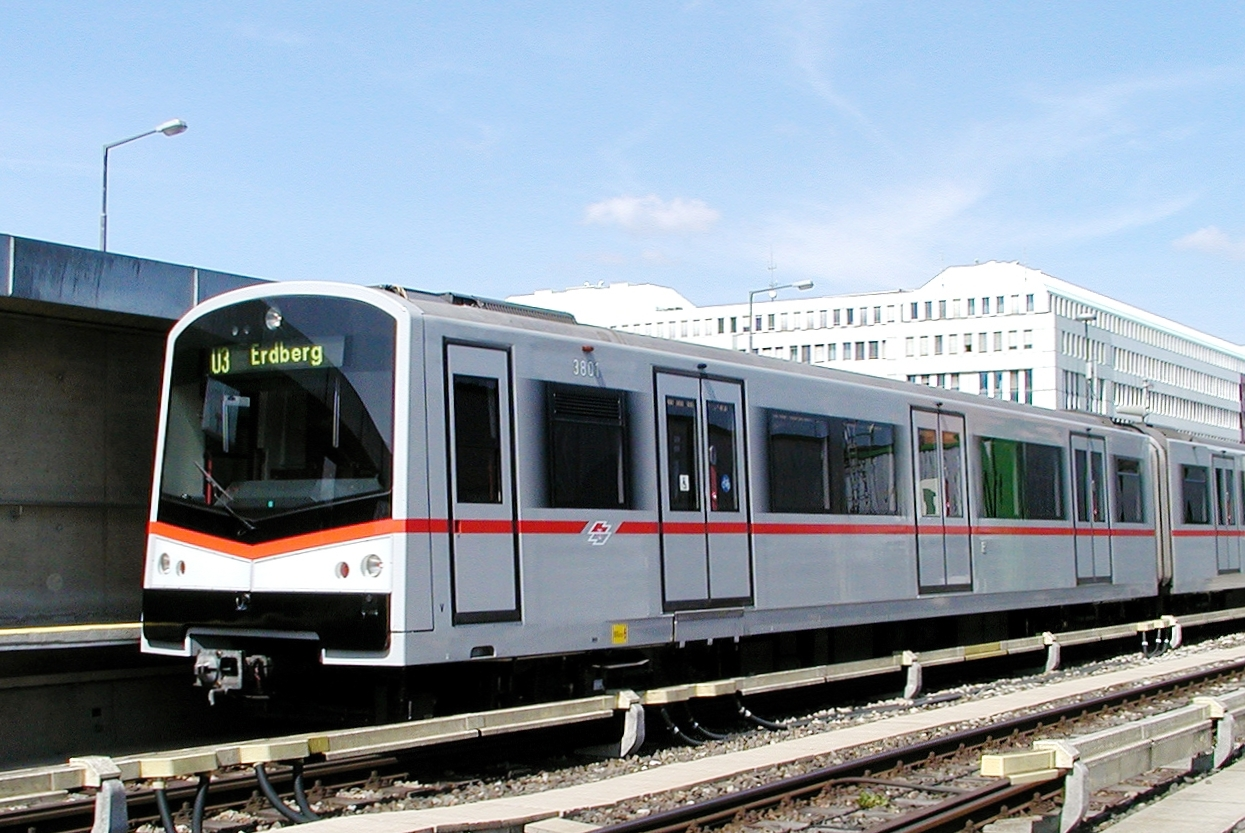
Metro in Wenen